# Ophthalmotilapia
Рід налічує 4 видів риб родини цихлові.

## Види
- Ophthalmotilapia boops (Boulenger 1901)
- Ophthalmotilapia heterodonta (Poll & Matthes 1962)
- Ophthalmotilapia nasuta (Poll & Matthes 1962)
- Ophthalmotilapia ventralis (Boulenger 1898)

## Переглянуті (старі) назви
- Ophthalmotilapia stappersii див. Lestradea stappersii (Poll 1943)